# Lubockie

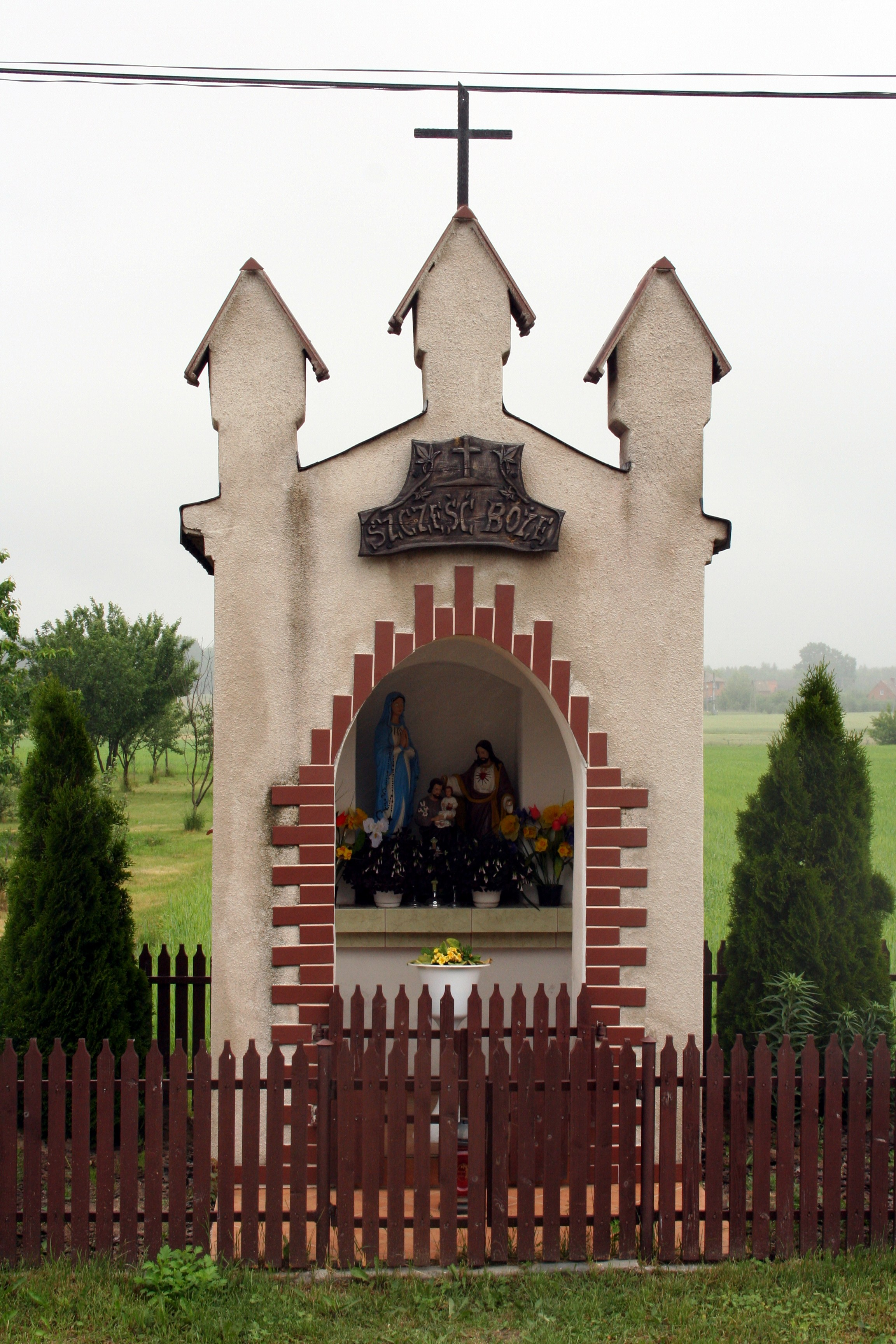
Kapliczka w Lubockiem

Lubockie (niem. Lubotsken) – wieś w Polsce położona w województwie śląskim, w powiecie lublinieckim, w gminie Kochanowice.
W latach 1975–1998 miejscowość administracyjnie należała do województwa częstochowskiego.
Miejscowość znajduje się na obszarze Parku Krajobrazowy Lasy nad Górną Liswartą. Jest siedzibą Leśnictwa Lubockie.